# Barrage de São Luiz do Tapajós
Le barrage de São Luiz do Tapajós est un projet de barrage hydroélectrique au Brésil, dans l'État du Pará, sur le cours du rio Tapajós, l'un des plus abondants affluents de droite de l'Amazone. Le projet du barrage et de la centrale hydroélectrique associée était programmé pour être réalisé à partir de 2015.
Le ministère brésilien des mines et de l'énergie publie en septembre 2014 un appel d'offres pour la concession du projet de 8 040 MW ; les enchères étaient prévues pour le 15 décembre 2014 et la centrale devait entrer en fonctionnement en décembre 2019. Sao Luiz do Tapajos était la principale composante du projet de « complexe hydroélectrique du Tapajos » sur les rivières Tapajos et Jamanxim, dont la puissance totale prévue était de 12 000 MW.
Le barrage de 7,6 km de long devait être construit peu en aval de la confluence entre le rio Tapajós et le rio Jamanxim, important affluent en rive droite. Le lac de retenue aurait eu une superficie de 400 km2 et le projet aurait impliqué une déforestation de 2 200 km2. La hauteur de chute d'eau était de 35,9 mètres.
L'Usina Hidrelétrica São Luiz do Tapajós aurait eu une puissance installée de 8 040 MW et aurait compris 31 turbines Kaplan de 198 MW et 2 de 109,2 MW. L'usine aurait produit 29 548,8 GWh/an.
Une fois terminée, la centrale aurait été la deuxième plus puissante du Brésil après celle de Belo Monte.
Mais en avril 2016 l'Institut brésilien de l'environnement et des ressources renouvelables (IBAMA) suspend la licence du barrage du fait des menaces qu'il fait peser sur les terres des indiens Munduruku dont les droits ont été reconnus peu avant par la Fondation nationale de l'Indien (FUNAI). En août 2016, l'IBAMA rejette définitivement la demande de licence.